# 수읽기
수읽기(reading)는 상대방이 둔 수의 의미를 해석해서 장차 일어날 변화를 예상하고 추리하여 최선의 수를 선택하는 과정이다. 바둑뿐만 아니라 오목, 체스, 장기 등 다른 보드 게임에서도 수읽기라는 용어가 쓰인다.